# Lucanus cervus cervus
Lucanus cervus cervus é uma subespécie de insetos coleópteros polífagos pertencente à família Lucanidae.
A autoridade científica da subespécie é Linnaeus, tendo sido descrita no ano de 1758.
Trata-se de uma subespécie presente no território português.